# Dermatogeno
Il dermatogeno è uno strato di cellule presente nell'apice radicale della pianta. È costituito da cellule che andranno a originare i tessuti tegumentali, dove da quest'ultimi si originerà un sistema di tessuti tegumentali, caratterizzato da epidermide nel corpo primario e periderma nel corpo secondario.